# Roxy (biograf, Örebro)

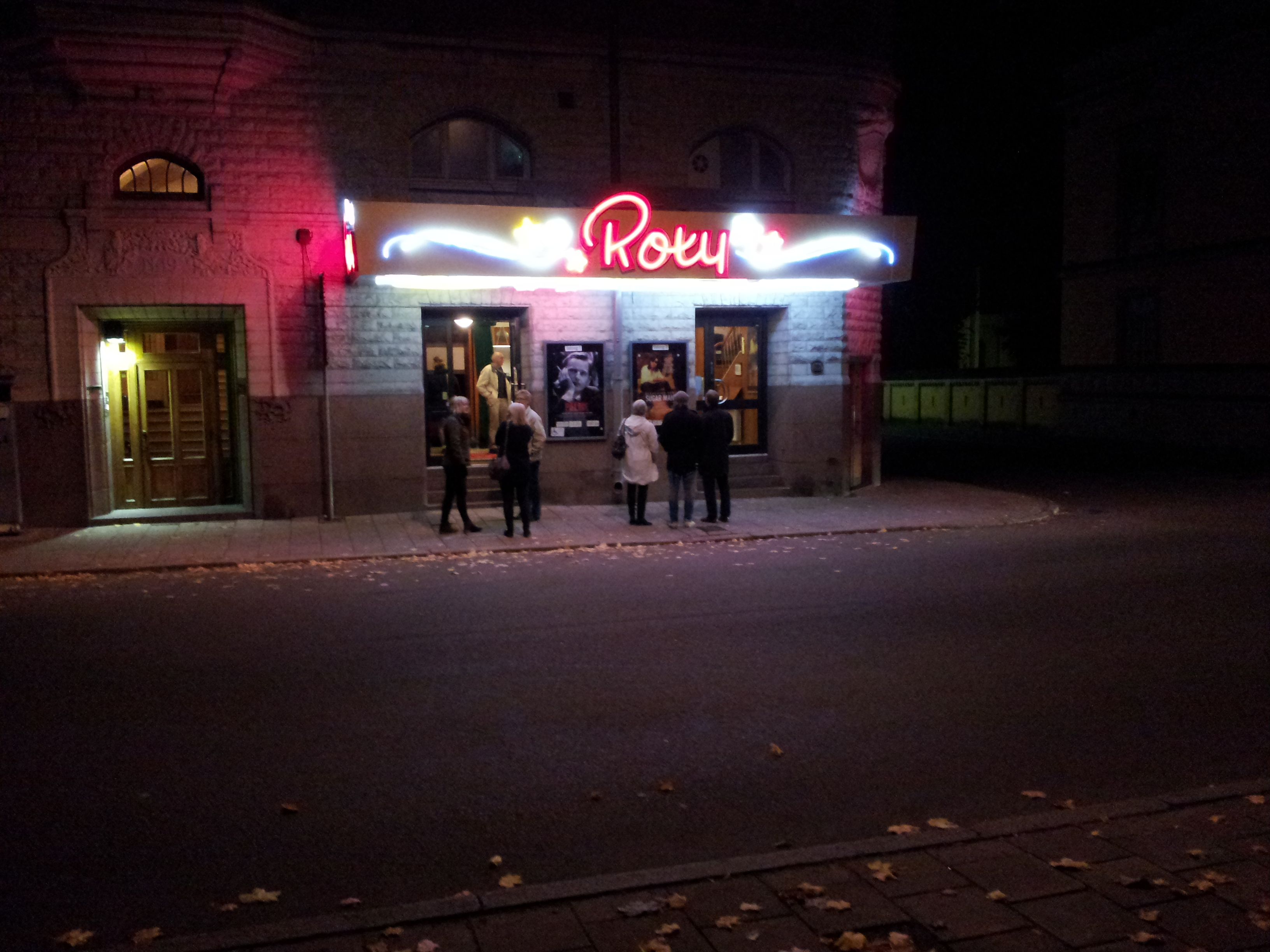
En av biografen Roxys stoltheter är neonbelysningen från år 1959.

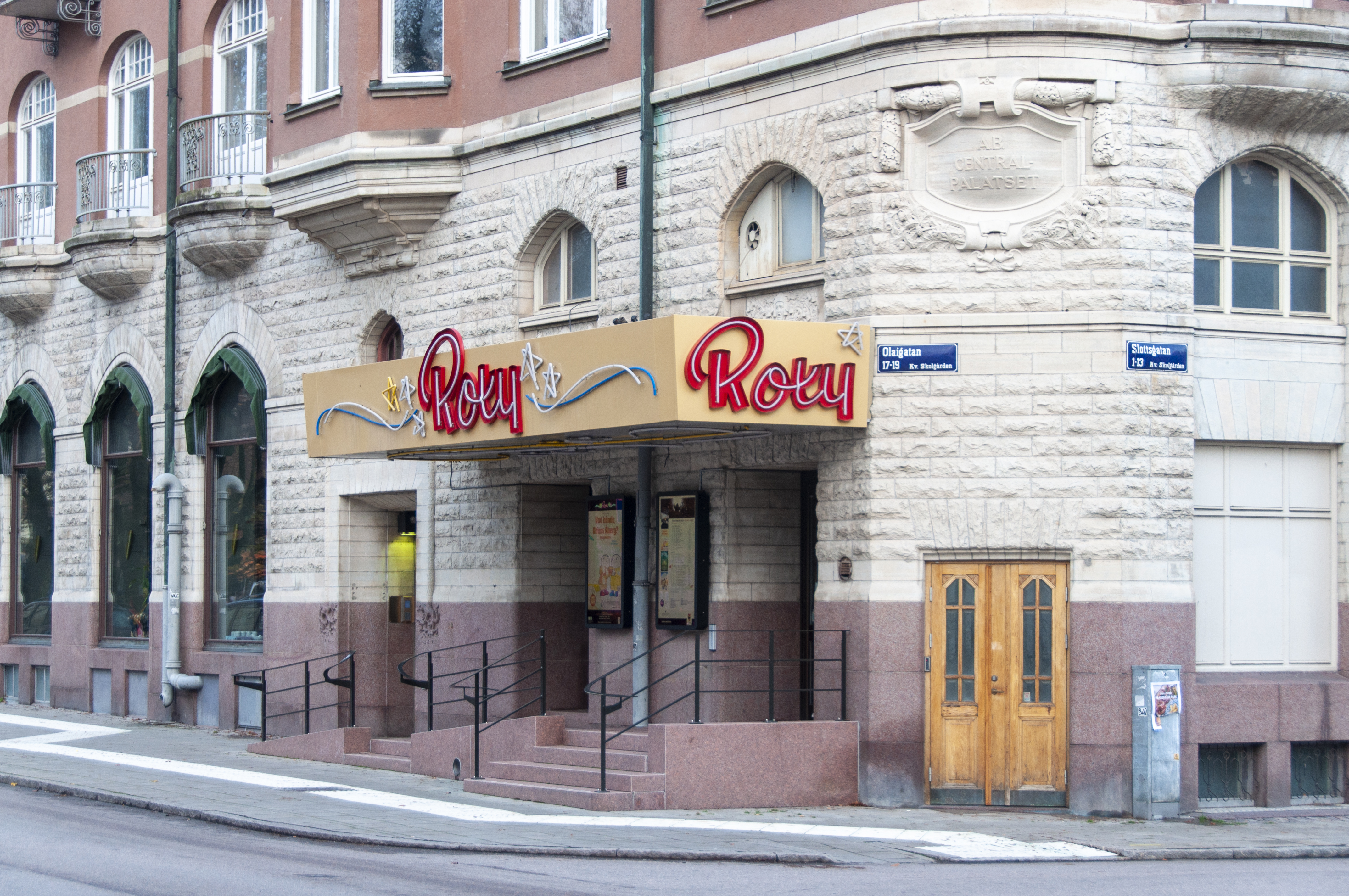
Biografen i dagsljus

Roxy är en biograf som är belägen i Centralpalatset på Olaigatan i Örebro. Biografen invigdes 1913 och är sålunda en av Sveriges äldsta biografer. Premiärfilmen var Enrico Guazzonis "Quo vadis?". Under de första åren gick den under namnet Röda kvarn, men bytte namn i samband med en renovering 1928. År 1947 gjordes lokalerna om igen och fick det utseende som den till stora delar bär än idag, med paneler av ädelträ i foajén och salongen. Armaturer med glas från Orrefors glasbruk installerades även då.
År 1965 tog Svensk Filmindustri över lokalerna och bedrev där verksamhet fram till 1989, då SF flyttade över verksamheten till Filmstaden i nya lokaler på Drottninggatan. Verksamheten på Olaigatan övertogs samma år av Örebro kommun. Roxy är en av få kommunalt ägda biografer i Sverige och där visas kvalitetsfilmer; både nya och gamla. Digitala visningar inleddes i december 2008. Med premiär 21 februari 2009 genomfördes Örebros första digitala 3D-visningar med U2 3D. Den 1 juli 2011 invigdes salong 2 om 30 platser i källaren. Lokalerna står också till förfogande för konferensverksamhet.